# Katrin Langhans

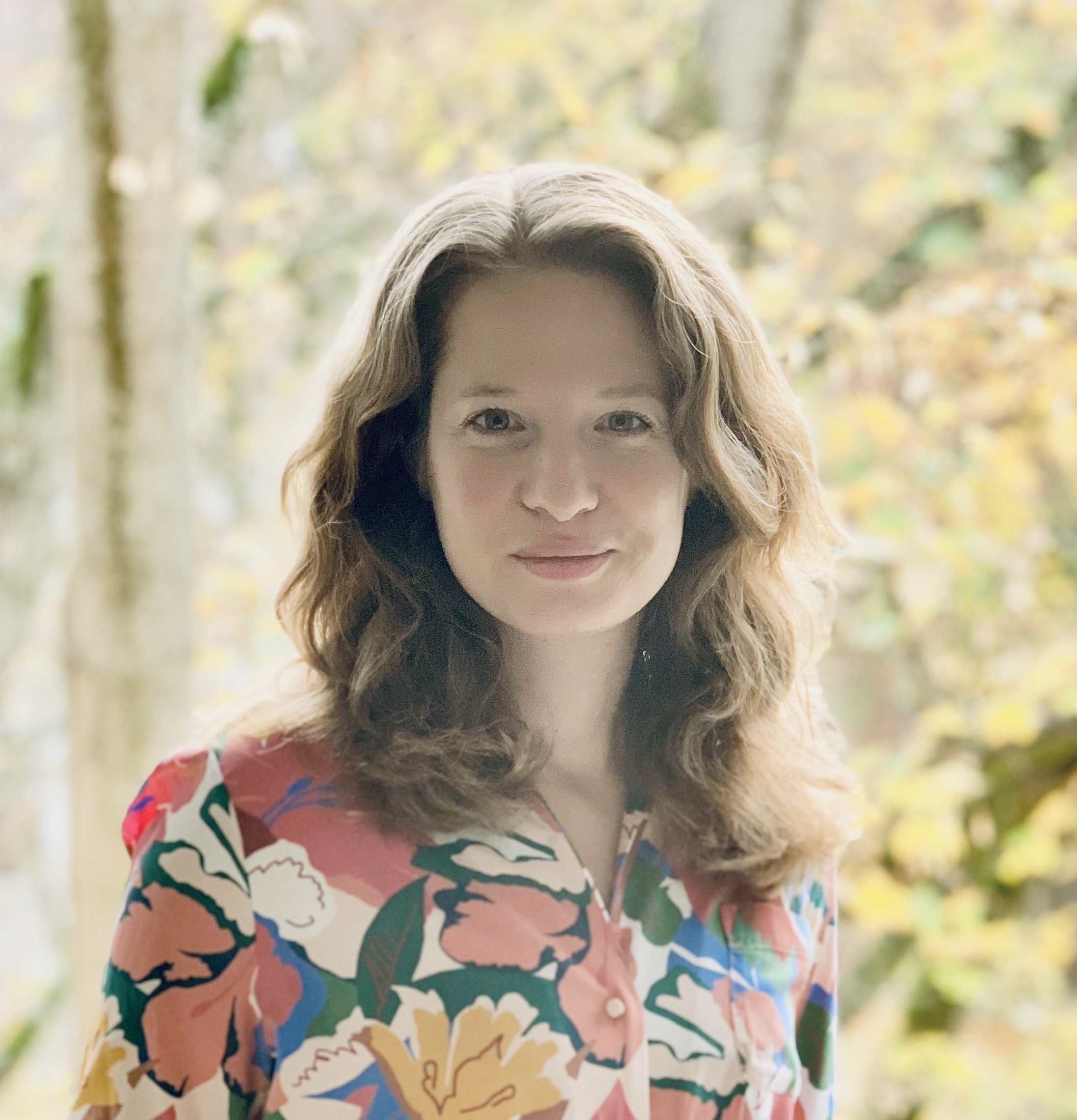
Katrin Langhans, 2020

Katrin Langhans (* 1987) ist eine deutsche investigative Journalistin. Die u. a. mit dem Nannen Preis und dem Deutschen Reporterpreis ausgezeichnete Reporterin schreibt für den Spiegel. Ihr Spezialgebiet sind internationale Datenrecherchen und Geschichten, die einen Blick hinter die Kulisse der Agrar- und Entwicklungspolitik werfen.

## Werdegang
Langhans legte ihr Abitur am Rupert-Neudeck-Gymnasium der Gemeinde Nottuln ab und reiste durch Mexiko, Australien und Indien, bevor sie sich 2008 in den Studienfächern Germanistik sowie „Kultur, Individuum und Gesellschaft“ an der Universität Bochum einschrieb. Nach ihrem Bachelor 2011 absolvierte sie mit einem Stipendium der Fazit-Stiftung eine zwölfmonatige Ausbildung an der Zeitenspiegel-Reportageschule Reutlingen. Im Anschluss schrieb sie als feste wie auch freie Autorin für Chrismon und die Stiftung Warentest sowie Spiegel Online und Kontext: Wochenzeitung. Von März 2014 bis Februar 2016 absolvierte sie ein Volontariat bei der Süddeutschen Zeitung. Von Sommer 2016 bis Anfang 2022 war sie Mitglied des Redaktionsteams „Investigative Recherche“ der Süddeutschen. Seit 2022 ist sie Redakteurin beim Spiegel.
Als Teil des Teams, das die Panama Papers enthüllte, wurde Langhans mit dem Nannen Preis und dem Deutschen Reporterpreis ausgezeichnet. Für die im Juli 2018 im SZ-Magazin publizierte Reportage „Das Scheingeschäft“ über sich als Fachverleger ausgebende dubiose Unternehmer, die gegen Geld auch den größten Unsinn veröffentlichen würden, wurde das Rechercheteam um Langhans für den Nannen Preis in der Kategorie „Investigation“ nominiert.
Seit 2019 gehört Langhans zum Leitungsteam der Reportageschule Reutlingen.
Mit Marcus Engert und Juliane Löffler veröffentlichte Langhans im Oktober 2021 Ergebnisse von Recherchen über Ex-Bild-Chefredakteur Julian Reichelt im Spiegel, nachdem der Verleger Dirk Ippen die Veröffentlichung in seinen eigenen Medien kurzfristig verhindert hatte. Zuvor war ein Protestschreiben der Redaktion „Ippen Investigativ“ öffentlich geworden und hatte für anhaltende Diskussionen gesorgt. Ippens Eingriff in die redaktionelle Unabhängigkeit führte zum Zerwürfnis zwischen Ippen und Redaktion. Im Januar 2022 gaben Langhans, Daniel Drepper, Marcus Engert und Juliane Löffler bekannt, dass sie das Unternehmen verlassen werden.

## Bücher
- Katrin Langhans, Frederik Obermaier, Vivien Timmler: Gefahr im Körper: das riskante Geschäft mit der Gesundheit. Süddeutscher Verlag, München 2018, ISBN 978-3-86497-503-5.

## Auszeichnungen
- Journalistin des Jahres 2021 (mit Daniel Drepper, Marcus Engert und Juliane Löffler)[13]
- für die Recherchen im Kontext der Implant Files (2018)
  - Dr.-Georg-Schreiber-Medienpreis[14]
  - Publizistik-Preis der Stiftung Gesundheit (3. Preis)[15]
- für die Reportage „Das Scheingeschäft“ im SZ-Magazin am 20. Juli 2018[16]
  - Journalistenpreis „Evidenzbasierte Medizin in den Medien“[17]
  - Dr.-Georg-Schreiber-Medienpreis[18]
  - Goethe-Preis für wissenschafts- und hochschulpolitischen Journalismus[19]
- für die Recherchen und Berichte rund um die Panama Papers (2016):
  - Nannen Preis in der Kategorie „beste investigative Leistung“[20]
  - Deutscher Reporterpreis in der Kategorie „Investigation“[21]
  - Ernst-Schneider-Preis in der Kategorie „Innovation“.[22]
- als Mitglied des Rechercheteams zu den Paradise Papers
  - Journalist des Jahres 2017 in der Kategorie „Team“[23]
  - Deutscher Journalistenpreis Wirtschaft | Börse | Finanzen (djp) 2019 im Fachbereich „Bank & Versicherung“
- für ihre Reportage „Der Mann, der Gefahren sucht“ (2017)[24]
  - Hermann-Schulze-Delitzsch-Preis[25]
- für die multimediale Rekonstruktion des rechtsradikalen Anschlags in München 2016 auf der Basis von Tweets[26]
  - Deutscher Lokaljournalistenpreis in der Kategorie Soziale Medien[27]